# سريناث بهاساي
سريناث بهاساي هو ممثل هندي، ولد في 29 مايو 1987 في الهند.

## وصلات خارجية
- سريناث بهاساي على موقع IMDb (الإنجليزية)
- سريناث بهاساي على موقع ميوزك برينز (الإنجليزية)
- سريناث بهاساي على موقع قاعدة بيانات الفيلم (الإنجليزية)